# Comuna Krînîcikî, raionul Mîkolaiiv, regiunea Mîkolaiiv
Krînîcikî (în ucraineană Кринички) este o comună în raionul Mîkolaiiv, regiunea Mîkolaiiv, Ucraina, formată din satele Krînîcikî (reședința), Novohrîhorivka, Novoveselivka și Trîhatske.

## Demografie
Componența lingvistică a comunei Krînîcikî
     Ucraineană (87,85%)
     Rusă (10,37%)
     Alte limbi (1,78%)
Conform recensământului din 2001, majoritatea populației comunei Krînîcikî era vorbitoare de ucraineană (87,85%), existând în minoritate și vorbitori de rusă (10,37%).